# سرا سانت‌آبوندیو
سرا سانت‌آبوندیو (به ایتالیایی: Serra Sant'Abbondio) یک کومونه در ایتالیا است که در استان پزارو و اوربینو واقع شده‌است. سرا سانت‌آبوندیو ۳۲٫۸ کیلومتر مربع مساحت و ۱٬۱۱۴ نفر جمعیت دارد.